# Kadens
För andra betydelser, se Kadens (olika betydelser).
| I denna artikel     |
| används tonnamnen   |
| Bess (B♭) och B.    |
| Se olika skrivsätt. |

En kadens (uttalat /kaˈdɛns/ även /kaˈdaŋs/; italienska cadenza, franska cadence, ytterst av det latinska verbet cadere (cado) 'falla') i musiken betecknar en (ofta stereotyp) ackordföljd som avslutar en fras, ett avsnitt eller ett helt tonalt musikstycke. Motsvarande begrepp för en ensam melodi är slutfall. En solokadens är en (ofta, men inte alltid) improviserad utsmyckning av en solist över kadensens harmonik. Ackorden i en kadens kallas Ultima (sista ackordet), Penultima (näst sista ackordet) och Antepenultima (näst näst sista ackordet). 

## Kadensformer
Kadensen, i betydelsen en avslutande ackordföljd i tonal musik, har traditionellt delats in i olika kadensformer som skiljer sig åt i sin relativa styrka – det vill säga hur avslutande de känns – och de ackord eller funktioner som ingår. Enbart vilka ackord som ingår och i vilken ordning är dock inte det enda utmärkande för en kadens, för att en ackordföljd skall räknas som en kadens måste den ha karaktären av ett avslut.

### Helkadens

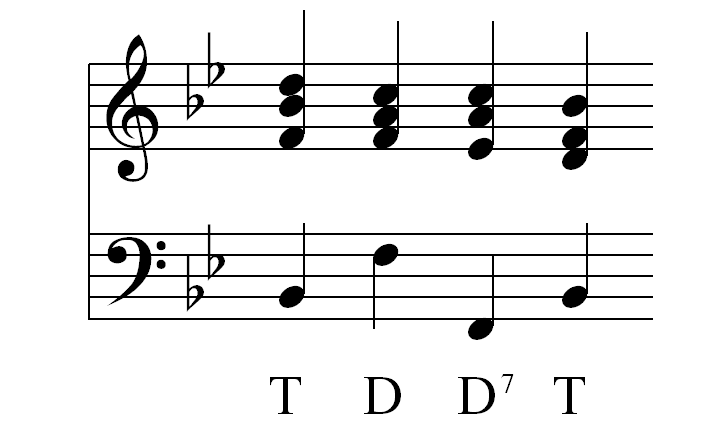
En helkadens med dominantseptimackord i tonarten Bess-dur

Helkadens betecknar en kadens som leder från dominanten (D) till tonikan (T)
En helkadens betraktas musikteoretiskt som tydligare eller starkare än en plagal kadens. Detta beror på dominantens överordnade spänningsförhållande relativt tonikan. Av de två spänningsfyllda ackordsfunktionerna dominant och subdominant ligger den "starkaste" (dominanten) en kvint över tonikan medan den "svagare" (subdominanten) ligger en kvint under tonikan.
Exempel:
| Analysform      | Penultima | Ultima |
| --------------- | --------- | ------ |
| Ackordanalys    | G         | C      |
| Ackordanalys    | A         | D      |
| Ackordanalys    | F         | B♭     |
| Funktionsanalys | D         | T      |
| Steganalys      | V         | I      |

### Fullständig helkadens

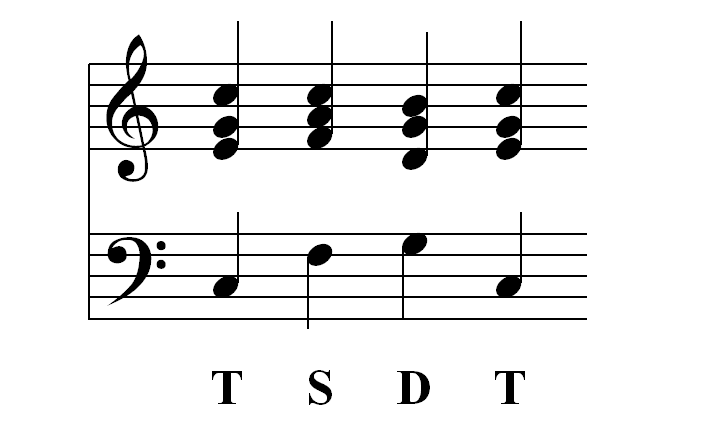
En fullständig helkadens i tonarten C-dur.

Fullständig helkadens är den kadens som leder från subdominanten (S) eller subdominantparallellen (Sp) via dominanten (D) till tonikan (T). En fullständig helkadens avslutas alltså med en helkadens men en helkadens är inte alltid fullständig.
Exempel:
| Analysform      | Antepenultima | Penultima | Ultima |
| --------------- | ------------- | --------- | ------ |
| Ackordanalys    | F             | G         | C      |
| Ackordanalys    | G             | A         | D      |
| Ackordanalys    | E♭            | F         | B♭     |
| Funktionsanalys | S             | D         | T      |
| Steganalys      | IV            | V         | I      |

En vanlig variant, speciellt inom jazz och populärmusik är att den primära (dur) subdominanten byts mot sin mollparallell (Sp) även kallad sekundär subdominant (sD). Inom klassisk musik är det vanligt att se detta ackord som en subdominant med sextfärgning eller med sexten i basen, subdominantparallellen kan även ses som dominantens molldominant (Dd). Ackordssekvensen blir då i stället:
| Analysform      | Antepenultima | Penultima | Ultima |
| --------------- | ------------- | --------- | ------ |
| Ackordanalys    | Dm            | G         | C      |
| Funktionsanalys | Sp            | D         | T      |
| Steganalys      | ii            | V         | I      |

Denna variant går även under beteckningen II-V-I ("2-5-1" ibland skrivs "II" som "ii" för att markera det som mollackord) efter den romerska numreringen av ackordens placering i tonarten . II-V-I är en vanlig ackords- och improvisationsövning i musikundervisning samt en mycket vanligt förekommande ackordsföljd inom musikaliska verk.

### Halvkadens
En halvkadens är en kadens som avslutas på tonartens dominant. Ofta är penultiman en tonika men det är inte heller ovanligt att andra ackord som exempelvis dominantens dominant föregår dominanten. Halv är den, emedan denna form av kadens stannar vid den maximala harmoniska spänning som infinner sig i treklangen på skalans femte ton.
Exempel:
| Analysform      | Penultima | Ultima |
| --------------- | --------- | ------ |
| Ackordanalys    | C         | G      |
| Ackordanalys    | D         | A      |
| Ackordanalys    | E♭        | B♭     |
| Funktionsanalys | T         | D      |
| Steganalys      | I         | V      |

Notera att i denna enkla form är halvkadensen identisk med plagal kadens; enda skillnaden ligger i vilket ackord som uppfattas som tonika.

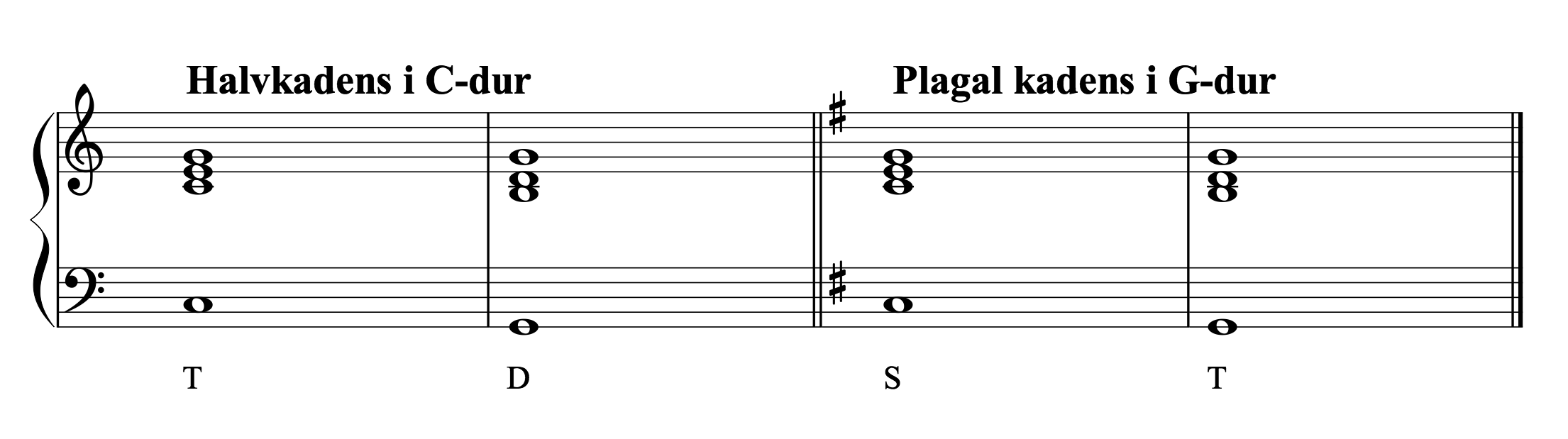
En halvkadens (T-D) i tonarten C-dur består av samma ackordföljd som en plagal kadens (S-T) i tonarten G-dur. Skillnaden ligger i vilket ackord som betraktas som tonika.

### Plagal kadens
Plagal kadens är den kadens som leder från subdominanten (S) direkt till tonikan (T). 
En plagal kadens betraktas musikteoretiskt som svagare eller mildare än helkadensen. Detta beror på subdominantens underordnade spänningsförhållande relativt tonikan. Detta hänger vidare ihop med att subdominanten är en kvint under tonikan, (därav förledet sub-) medan dominanten är en kvint över tonikan. Subdominanten innehåller inte heller tonikans inledningston.
Exempel:
| Analysform      | Penultima | Ultima |
| --------------- | --------- | ------ |
| Ackordanalys    | C         | G      |
| Ackordanalys    | D         | A      |
| Ackordanalys    | E♭        | B♭     |
| Funktionsanalys | S         | T      |
| Steganalys      | IV        | I      |

### Bedräglig kadens
En bedräglig kadens är en kadens där dominantackordet inte leder till den förväntade upplösningen på tonikan utan till ett annat ackord, oftast besläktat med tonikan. I durtonarter är det vanligt att en bedräglig kadens avslutas på tonikaparallellen, i molltonarter är det vanligt att kadensen istället leder till tonikans kontraparallell (tK).
Exempel i dur:
| Analysform      | Penultima | Ultima |
| --------------- | --------- | ------ |
| Ackordanalys    | G         | Am     |
| Ackordanalys    | D         | Em     |
| Ackordanalys    | E♭        | Fm     |
| Funktionsanalys | D         | Tp     |
| Steganalys      | V         | vi     |

Exempel i moll:
| Analysform      | Penultima | Ultima |
| --------------- | --------- | ------ |
| Ackordanalys    | E         | F      |
| Ackordanalys    | D         | E♭     |
| Ackordanalys    | E♭        | F♭     |
| Funktionsanalys | D         | tK     |
| Steganalys      | V         | VI     |

### Klassisk kadens
Inom klassisk musik är det vanligt att lägga till en tonika med kvinten i basen före dominanten i en fullständig helkadens. Den här tonikan kan också kallas för ett dominantkvartsextackord eftersom ackordet har samma grundton som dominanten fast med en kvart och en sext som sedan går till tersen och kvinten i det vanliga dominantackordet. 
Exempel: 
| Analysform      | Anteantepenultima | Antepenultima | Penultima | Ultima |
| --------------- | ----------------- | ------------- | --------- | ------ |
| Ackordanalys    | F                 | C/G           | G         | C      |
| Ackordanalys    | G                 | D/A           | A         | D      |
| Ackordanalys    | Ab                | Eb/Bb         | Bb        | Eb     |
| Funktionsanalys | S                 | D46           | D         | T      |
| Steganalys      | IV                | I/5 eller V46 | V         | I      |

## Solokadens
En solokadens är en specifik typ av utsmyckat slutfall i musikaliska solostycken som konserter, mera sällan sonater, där solisten improviserar fritt, utan ackompanjemang. Kadensen är då vanligen det sista som solisten har att framföra, och motsvarar det sista slutfallet i solostämmans harmonik. Ackompanjemanget har därefter ett avslutande parti. I solokonserter från Beethoven och senare förekommer det också att tonsättaren själv har skrivit ut kadenserna, och de kan också vara ackompanjerade. 